# Contea di Fuhai
La contea di Fuhai (福海县S) o contea di Burultokay è una contea della Cina, situata nella regione autonoma di Xinjiang e amministrata dalla prefettura di Altay.